# Sepp Kuss
Sepp Kuss (Durango, Colorado, 13 de septiembre de 1994) es un ciclista estadounidense miembro del equipo Team Visma | Lease a Bike.

## Carrera
Kuss compitió a nivel universitario en bicicleta de montaña con la Universidad de Colorado en Boulder ganando tres campeonatos nacionales universitarios, en XC (2014 y 2015) y en Short Track (2014). Se graduó en Publicidad por esa universidad en 2017.
En 2016 comenzó la temporada de ciclismo en ruta corriendo para el equipo amateur Gateway Harley Davidson-Trek. Su primer gran resultado fue una victoria sorpresa en una etapa final en la cima del Redlands Bicycle Classic. Después de eso, Kuss terminó cuarto en la etapa de Mogollon en la carrera Tour de Gila. Kuss tuvo también una excelente actuación en los campeonatos universitarios de ciclismo en ruta con el equipo de la Universidad de Colorado en Boulder ese año. Sus resultados le valieron un contrato de temporada completa con el equipo Rally Cycling al año siguiente, habiéndose unido al equipo a principios de 2016. En este equipo, Kuss tuvo muchos resultados impresionantes que llamaron la atención de LottoNL-Jumbo, donde firmó un contrato de dos años para las temporadas 2018 y 2019.
En agosto de 2018, fue incluido en la lista de salida de la Vuelta a España 2018, en la que finalizó 65.º en la clasificación general. En mayo de 2019, fue incluido en la lista de salida del Giro de Italia 2019 donde acabó el 56.º. Fue incluido en la lista de salida de la Vuelta a España 2019 en apoyo del favorito antes de la carrera Primož Roglič. En la etapa 15, Kuss pudo entrar en la escapada del día y con 7 kilómetros para el final lanzó un ataque y logró una impresionante victoria de etapa por 0:39 sobre los corredores escapados sobrevivientes. Quedó 29.º en la general.
Debido a la pandemia por COVID-19, el comienzo de la temporada 2020 se retrasó hasta agosto. En esas fechas, fue nombrado en la lista de salida del Tour de Francia 2020. Una vez más corrió en apoyo de Roglič, que era uno de los principales favoritos para ganar el Tour. Junto con Tom Dumoulin, Kuss apoyó a Roglič durante la segunda y la tercera semana mientras defendía el maillot amarillo en las altas montañas. Terminó 15.º en la general, demostrando que podía estar con los mejores escaladores del mundo. Fue la clasificación general más alta para un estadounidense desde Andrew Talansky en 2015. Tras la decepción de la última contrarreloj del Tour, en la que Roglič perdió su ventaja en la clasificación general ante Tadej Pogačar, Kuss señaló que Roglič mantuvo en alto el ánimo de todo el equipo al decir, "... así es como pueden ser los deportes", a lo que Kuss comentó, "tenía una muy buena perspectiva de la situación".
Kuss volvió a correr como gregario de Roglič en la Vuelta a España 2020, demostrando su lealtad al sacrificar sus ambiciones personales en favor de guiar a Roglič por las laderas del Alto de l'Angliru. A pesar de esto, terminó en el puesto 16.º en la general y 5.º en la clasificación de la montaña, pero lo más importante es que su compañero de equipo ganó la carrera por segundo año consecutivo.

## Palmarés
2016
- 1 etapa del Tour de Beauce
- 1 etapa del Redlands Bicycle Classic

2018
- Tour de Utah, más 3 etapas

2019
- 1 etapa de la Vuelta a España

2020
- 1 etapa del Critérium del Dauphiné

2021
- 1 etapa del Tour de Francia

2023
- Vuelta a España , más 1 etapa
- UCI America Tour

2024
- Vuelta a Burgos, más 1 etapa

## Resultados

### Grandes Vueltas y Campeonatos del Mundo
| Carrera         | Carrera         | 2016 | 2017 | 2018 | 2019 | 2020 | 2021 | 2022 | 2023 | 2024 | 2025 |
| --------------- | --------------- | ---- | ---- | ---- | ---- | ---- | ---- | ---- | ---- | ---- | ---- |
|                 | Giro de Italia  | —    | —    | —    | 56.º | —    | —    | —    | 14.º | —    | —    |
|                 | Tour de Francia | —    | —    | —    | —    | 15.º | 32.º | 17.º | 12.º | —    | 17.º |
|                 | Vuelta a España | —    | —    | 65.º | 29.º | 16.º | 8.º  | Ab.  | 1.º  | 14.º | —    |
| Mundial en Ruta | Mundial en Ruta | —    | —    | Ab.  | —    | 53.º | —    | —    | —    | —    | —    |

—: no participa

Ab.: abandono 

### Vueltas menores
| Carrera | Carrera                | 2016 | 2017 | 2018 | 2019 | 2020 | 2021 | 2022  | 2023 | 2024 | 2025 |
| ------- | ---------------------- | ---- | ---- | ---- | ---- | ---- | ---- | ----- | ---- | ---- | ---- |
|         | Tirreno-Adriático      | —    | —    | —    | —    | —    | —    | 68.º  | —    | —    | —    |
|         | Volta a Cataluña       | —    | —    | —    | Ab.  | X    | 12.º | —     | 19.º | 13.º | 23.º |
|         | Vuelta al País Vasco   | —    | —    | Ab.  | 95.º | X    | —    | F. c. | —    | 41.º | Ab.  |
|         | Tour de Romandía       | —    | —    | —    | —    | X    | 14.º | 12.º  | —    | —    | —    |
|         | Critérium del Dauphiné | —    | —    | 34.º | 26.º | 10.º | 23.º | —     | —    | Ab.  | 12.º |
|         | Vuelta a Suiza         | —    | —    | —    | —    | X    | —    | Ab.   | —    | —    | —    |

—: no participa

Ab.: abandono 

## Equipos
- Rally Cycling (05.2016-2017)
- Jumbo/Visma (2018-)
  - Team LottoNL-Jumbo (2018)
  - Team Jumbo-Visma (2019-2023)
  - Team Visma | Lease a Bike (2024-)